# Cztery żywioły Saszy Załuskiej

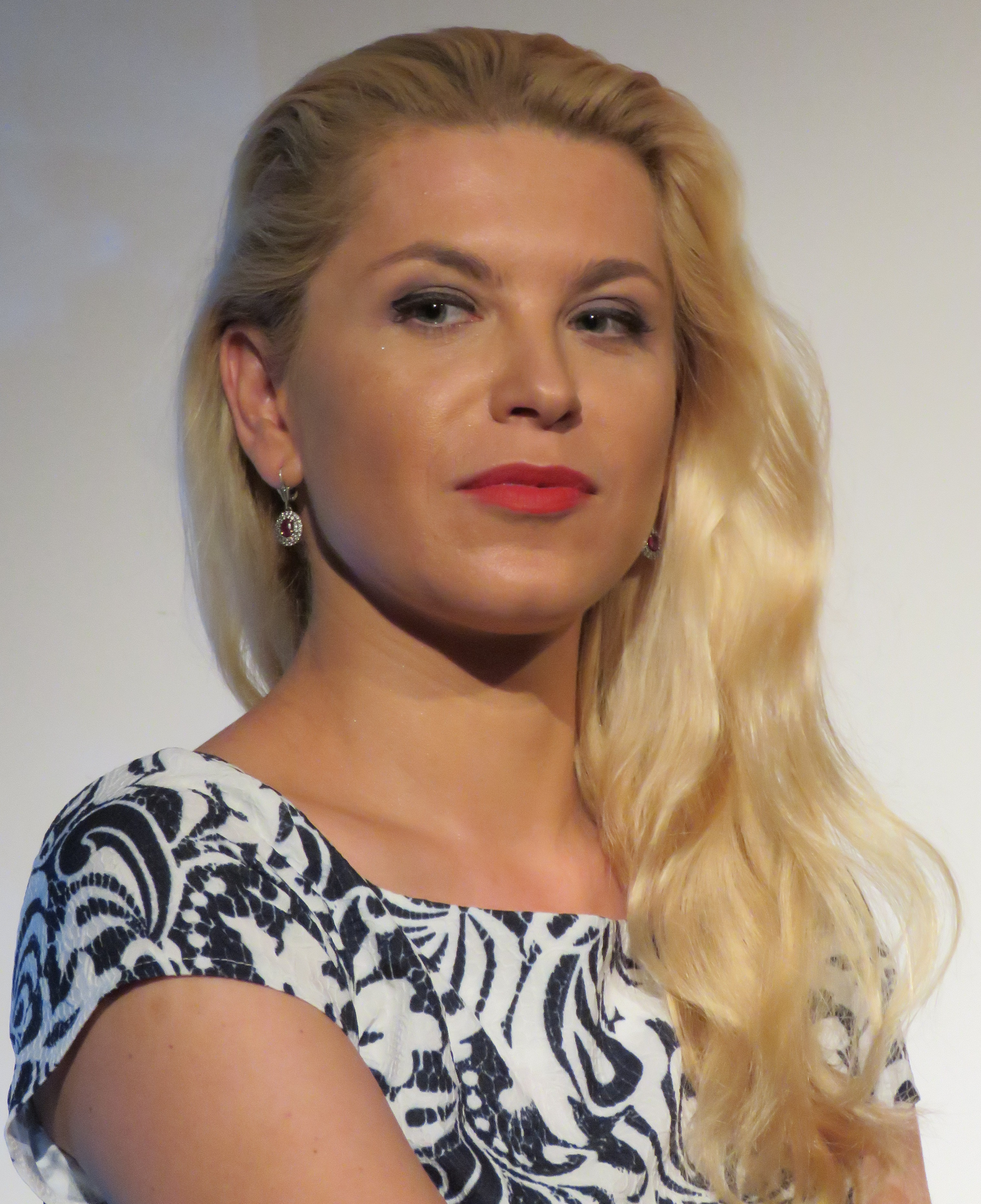
Katarzyna Bonda, autorka cyklu

Cztery żywioły Saszy Załuskiej – polska tetralogia kryminalna (cztery powieści kryminalne) autorstwa Katarzyny Bondy, wydana w latach 2014-2018, składająca się z części: Pochłaniacz POWIETRZE, Okularnik ZIEMIA, Lampiony OGIEŃ i Czerwony pająk WODA.
Tematyką cyklu są zagadki kryminalne i śledztwa, którymi zajmuje się profilerka kryminalna Sasza Załuska.

## Adaptacja filmowa
W 2020 została zrealizowana adaptacja filmowa części Lampiony, polski serial telewizyjny pod tytułem Żywioły Saszy. Ogień. W roli Saszy Załuskiej wystąpiła Magdalena Boczarska.